# Piper medinillifolium
Piper medinillifolium är en pepparväxtart som beskrevs av Eduardo Quisumbing y Argüelles. Piper medinillifolium ingår i släktet Piper och familjen pepparväxter. Inga underarter finns listade i Catalogue of Life.